# 工程師註冊管理局
工程師註冊管理局（英語：Engineers Registration Board）是根據香港法例第409章《工程師註冊條例》第3條的規定成立的法定機構，負責香港工程師的註冊事宜。2018-2019年度的主席是陳健碩工程師。
根據香港法例第409章《工程師註冊條例》，香港工程師學會的正式會員及資深會員均有資格申請成為香港的註冊專業工程師（Registered Professional Engineer）。提出申請的會員要在香港取得一年有關專業經驗、通常居於香港及符合條例的其他要求，並可向工程師註冊管理局提出註冊申請。成功者可成為註冊專業工程師，並在姓名後加入「R.P.E.」簡稱。任何人未經許可而自稱註冊專業工程師或使用「R.P.E.」，可能會違反條例的相關規定。

## 外部連結
- 工程師註冊管理局網站 （页面存档备份，存于）